# Наталіївський парк
Па́рк-па́м'ятка садо́во-па́ркового мисте́цтва загальнодержа́вного зна́чення «Ната́ліївський» (Ната́ліївський па́рк)  — палацово-парковий комплекс XIX століття, розташований в селищі Володимирівка Богодухівського району Харківської області, за 18 км від залізничної станції Гути. Відомий як заміська садиба «Наталіївка». Парк поділений на дві частини — верхню і нижню. Верхня розташована на правому березі річки Мерчика і складається з дубового і соснового гаїв, нижня — в гирлі річки.
Породний склад цієї частини досить різноманітний. З екзотичних видів тут можна зустріти цінні хвойні рослини: ялицю — білу та одноколірну, ялини — білу, колючу, колючу форму Костера, сосну жовту, ялівець віргінський. З листяних порід цікаві липи — кримська, кавказька, американська, дуби — болотний і червоний (північний). Виділяються у посадках клен сріблястий, береза бородавчата форма плакуча. У парку налічується близько 100 видів і форм дерев і чагарників.

## Історія садиби

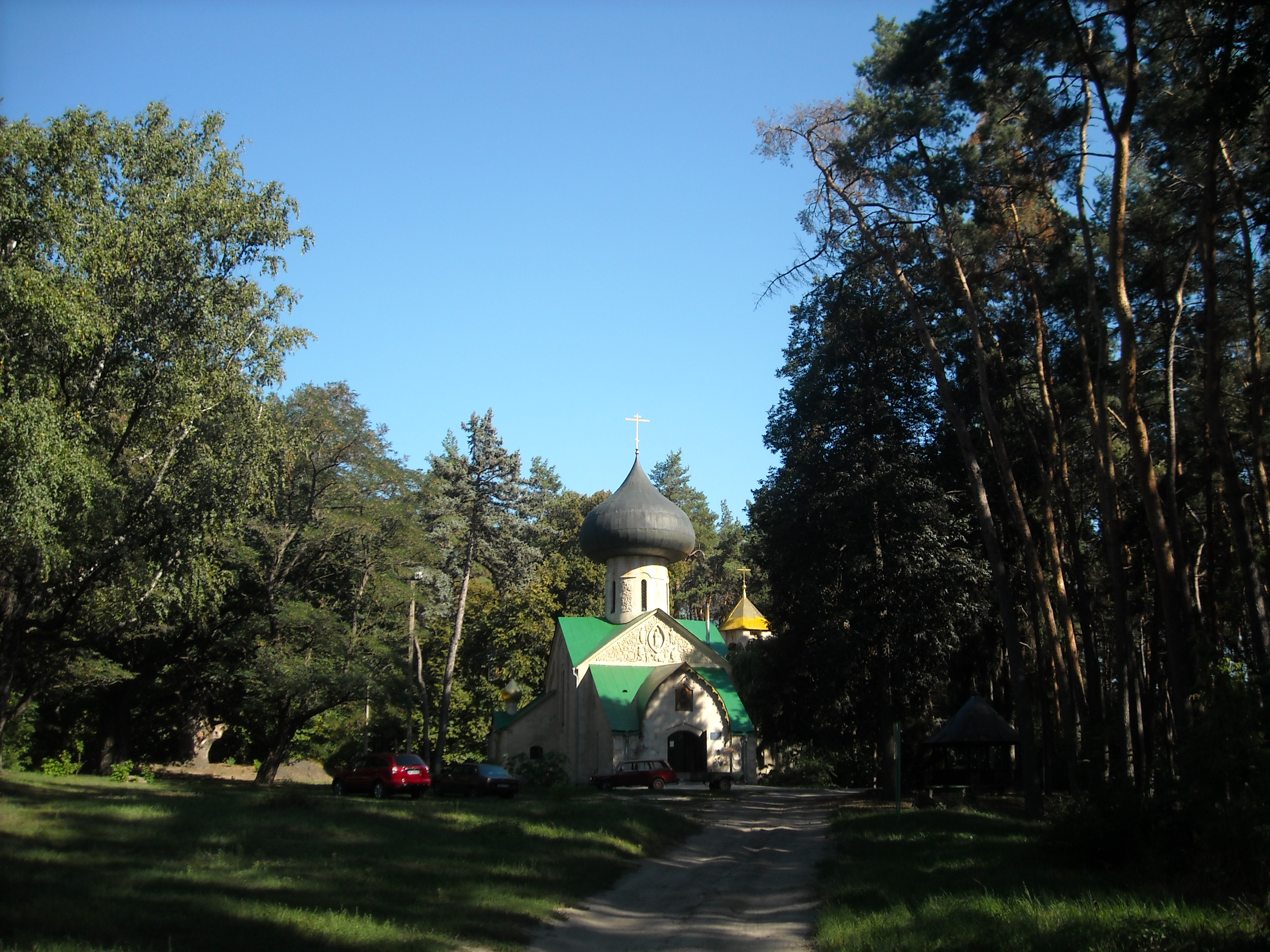
Спаський храм

Садиба заснована у 1884 році поміщиком і цукрозаводчиком Павлом Івановичем Харитоненком. назву отримала на честь його молодшої дочки Наталії, княжни Горчакової.
Після Жовтневого перевороту садиба націоналізована та перетворена у спеціалізований протитуберкульозний санаторій.
Палац і довколишній ландшафт площею 50 га є цінною пам'яткою палацово-паркового мистецтва кінця XIX століття — початку XX століття. Парк налічує близько 100 видів та форм дерев і кущів.
До складу комплексу входять:
- флігель
- водонапірна башта
- кінний манеж
- стайні
- головні і західні в'їзні ворота
- терасний сад

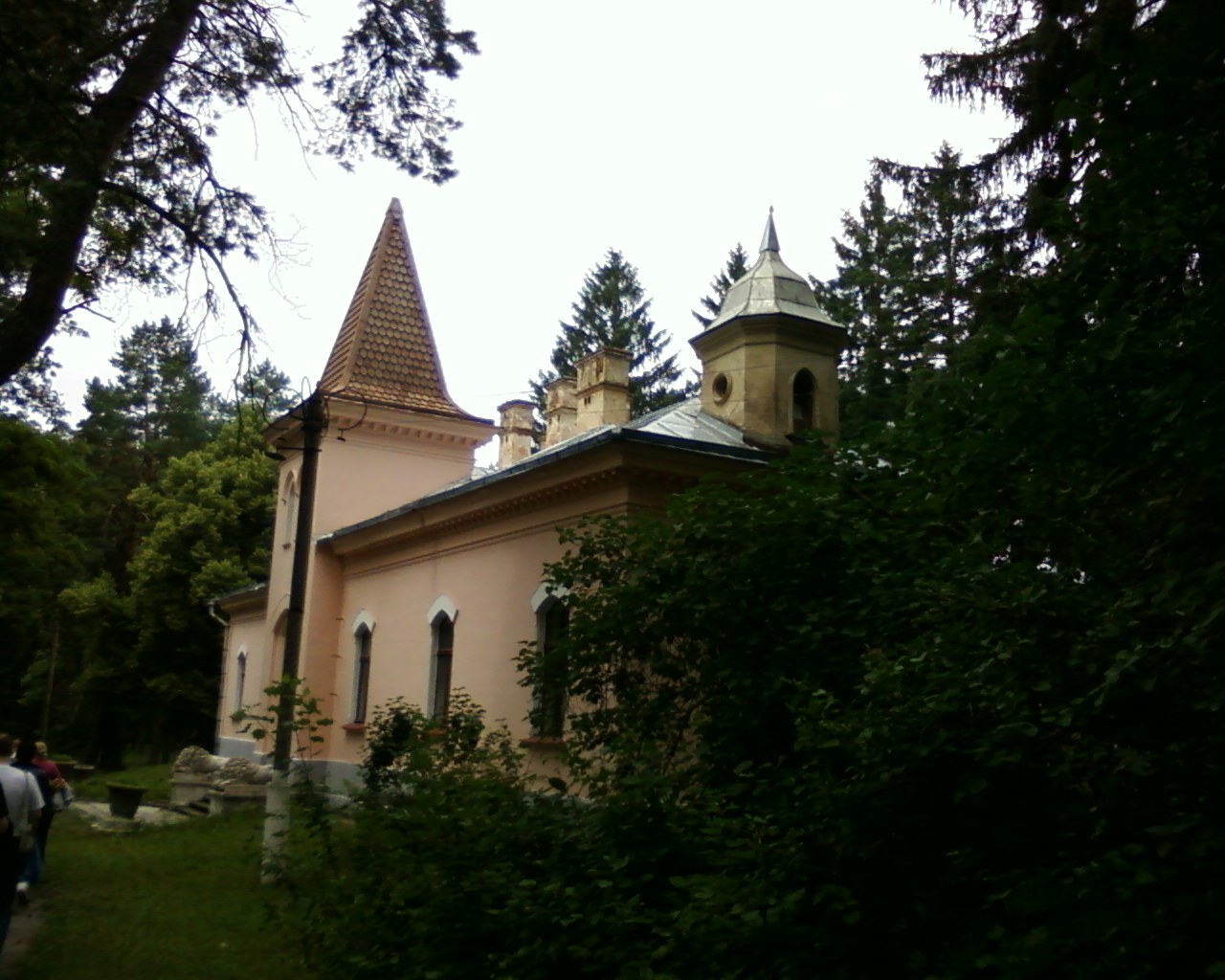
Садиба у Наталіївському парку

- церква в ім'я Всемилостивішого Спаса.

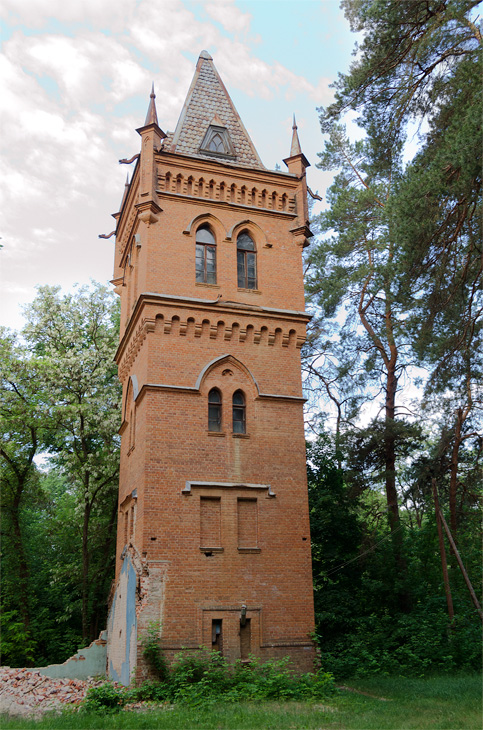
Водонапірна вежа в готичному стилі

Відвідувачі Наталівки потрапляють у садибу Харитоненків через парадний в'їзд, який нагадує середньовічний замок. Він виконаний у вигляді арки і побудований за проєктом академіка архітектури Олексія Щусєва, який відомий як автор проєкту мавзолею Леніна та Казанського вокзалу в Москві.
Могутні стіни проїзної арки вимощені великим камінням. У загальний об'єм арки входять також масивні ковані ворота та службове приміщення — сторожка з вузькими віконцями. Широку масивну проїзну арку нібито припідносять гострі шпилі та обривистість даху. Цей парадний в'їзд проектувався архітектором з розрахунком фронтального огляду лісових насаджень, куди він гармонічно вписувався.
Від парадної арки через весь парк, майже до самого берега річки, простяглася каштанова алея. Наприкінці XIX століття, коли закладали цей парк, каштани були для України екзотичною рослиною. Батьківщина каштану кінського — країни Балканського півострова. На жаль, багато могутніх каштанів цієї алеї загинули, замість них посаджені молоді дерева.
Стара каштанова алея верхню частину колишньої садиби Харитоненків поділяє на дві частини. Ліворуч — основні житлові будівлі, розташовані в заповідному парку. Праворуч — господарчі служби, посадки дерев, в неглибокому ярочку — зарості ялинника та кущів ялівцю. Ялівець — представник родини кипарисових — декоративна рослина, довгожитель (доживає до двох тисяч років). Ялівець називають північним кипарисом. Він природно росте в Карпатах та Криму, але на Харківщині в природному вигляді не зустрічається. У цій кліматичній зоні його вирощення потребує значних зусиль.

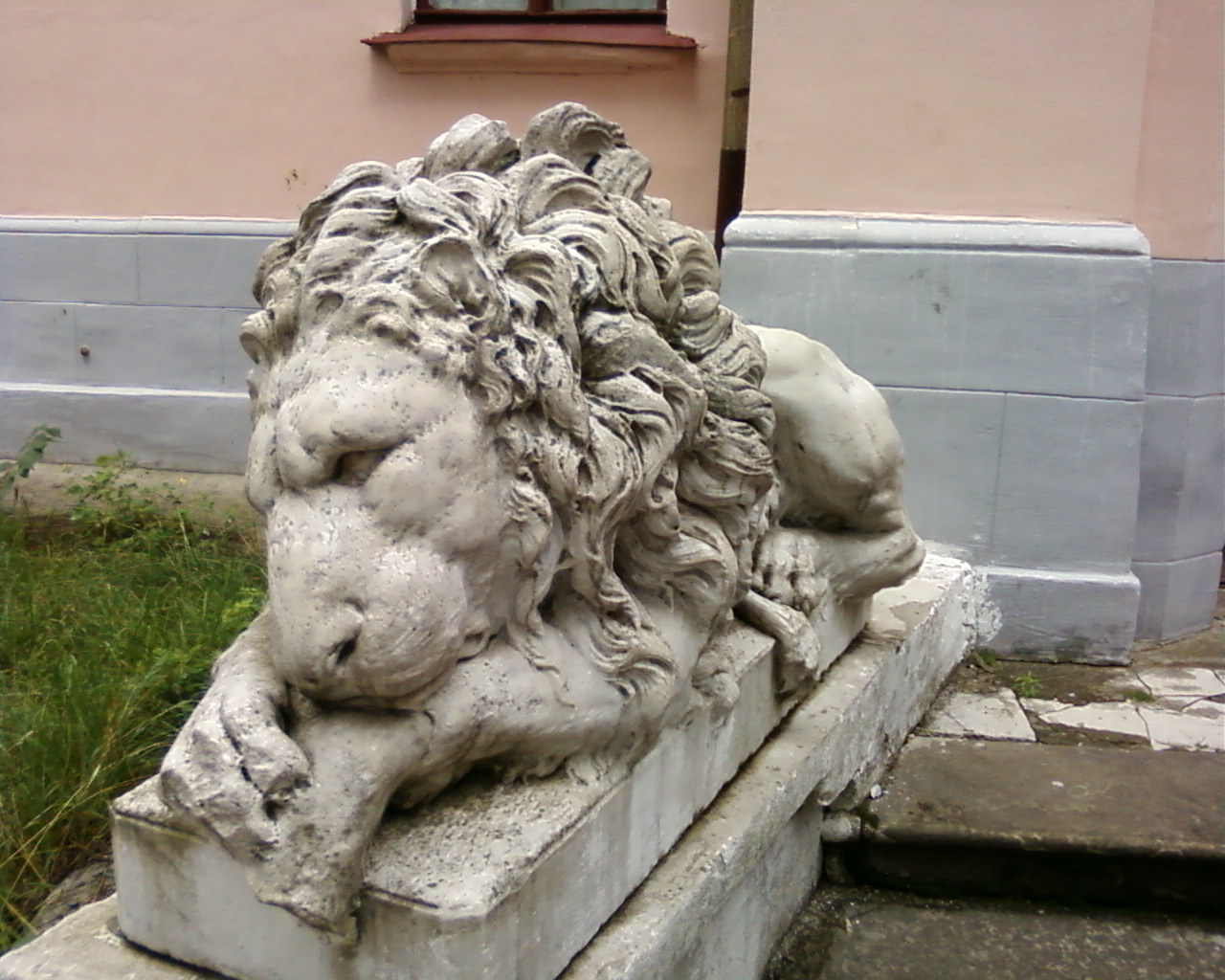
Лев ліворуч від входу до будинку управляючого маєтком Наталіївка

Окрім каштанової, в парку є дубова, ялинова та інші алеї, які з'єднують різні корпуси колишнього маєтку родини Харитоненків Парк господарів славився не лише рідкісними деревами, але й яскравими екзотичними квітами. Також у парку є велика кількість сосен, які прикрашають його золотистістю стовбурів і зеленою кроною. Через стрункі стовбури і високу крону далеко проглядаються будівлі маєтку.
|  | Єсть много старинных, переживших несколько поколений, єсть дворцы… угрюмо и гордо умирающие великаны. |

Якщо зайти в Наталіївку із західних воріт садиби, де з двох боків стоять масивні пілони, які обрамляють в'їзд з кам'яними «бабами», і пройти стежкою, ви раптом опиняєтесь перед архітектурним дивом, яке постає посеред соснового бору. Невисока однокупольна церковка з дзвіницею.

## Церква в ім'я Всемилостивішого Спаса
Перлиною Наталіївки є церква в ім'я Всемилостивішого Спаса, що розташована поблизу композиційного центру парку, на стику вікової діброви, соснового бору та каштанової алеї, що тягнеться від парадної арки.
Церква побудована за проектом того ж Олексія Щусєва за досить короткий час: храм був закладений 1911 року, а 1913 року його вже завершили і освятили.
Ліворуч при вході до церкви викарбуваний текст:
|  | Царь славы. В лето от создання мира 7419, от рождения же Господа Нашего Иисуса Христа 1911, месяца июня в 29 день, в царствование императора Николая II Александровича, в имемии Натальевке, в присутствии владельцев имения действительного статского советника Павла Ивановича Харитоненко с супругой Верой Андреевной, сына их Ивана Павловича, дочери их Елены Павловны Олив с супругом Михайлом Сергеевичем и Наталии Павловны, светлейшей княгини Горчаковой с супругом Михаилом Константиновичем, внучек их Ирины и Веры Стенбок, заложєн храм сей во имя Всемилостивейшего Спаса в знак милости Божей, явленой роду Харитоненко. Строитель храма академик Алексей Щусев, помощник архитектора Алексей Рухлядев. Освящен храм сей лета 1913 месяца июля в 7 день. (рос.) |

Розписи церкви виконані художником О. І. Савиновим в техніці «кейм» за рекомендаціями професора Киплика. За манерою письма та іконографічному рішенню композицій розписи близькі до Псковського, Новгородського і Ярославського живопису XVIII століття.
Зовнішні стіни церкви прикрашені шістнадцятьма рельєфними розетами з зображенням святих та декоративним орнаментом за ескізами видатного скульптора О. Т. Матвєєва. Також у кладку стін були вмонтовані середньовічні рельєфи, привезені з Європи.
У 1913 році для храму за замовленням Павла Івановича Харитоненка ще один скульптор — Сергій Коньонков — на південному фасаді церкви виконав двометровий барельєф «Розп'яття». У верхній частині стіни над головою розп'ятого Ісуса Христа надпис «ИНЦИ» (Ісус Назорей цар Юдейський) і двоє колінопреклоненних янголів. Ліворуч та праворуч від розп'яття Староцерковнослов'янською мовою текст з Євангелія:
|  | Той же явлен бысть за грехи наши и мучен бысть за беззаконня наши наказания мира нашего на нем язвою Его мы исцелехом. |

Внизу підпис-автограф скульптора: «Сергей Коненков, 1913». Над головним входом у неглибокій ніші поміщена мозаїчна ікона із зображенням Христа — Вседержителя. Червоними буквами грецькою мовою на ній виведено слово «Пантократор». Автор мозаїки — Микола Реріх.
За типом церква — це одноглавий храм з асиметричною формою плану. Виконаний з цегли і облицьований блоками з вапняку. Імена творців Наталіївського шедевра викарбувано на одному з блоків.
Святковий вигляд храму первісно надавала покрівля з листової міді, хрести були позолочені. В інтер'єрі був рідкісний експонат — хрест, вирубаний з каменю близько 900 років тому.
Церква Спаса була не просто присадибною церквою, а й храмом-музеєм. Іконостас і стіни церкви прикрашали ікони із унікальної колекції живопису Павла Харитоненка та інших предметів церковної старовини. Особливо цінною була київська ікона святого Бориса і Гліба наприкінці XII — початку XIII століть, яка нині знаходиться в Національному музеї «Київська картинна галерея». Також були і дев'ять ікон деісусного чину майстрів новгородського письма, іконописної школи XV—XVI століття (нині вони втрачені, як втрачена і більшість віконних вітражів та настінних розписів).
Наталіївська колекція налічувала майже 200 творів. Така ж кількість була і в Пархомівському зібранні. Частина ікон із зібрання Павла Харитоненка до перевезення в Наталіївку експонувалася на «Выставке иконописи и художественной старины» під час з'їзду художників у Петербурзі у 1911—1912 роках і в Москві, під час святкування 300-річного ювілею дому Романових у 1913 році. Особливий інтерес у глядачів викликав «чин» з дев'яти згаданих великих іконостасних ікон Новгородського письма і так званий «Деісус». Загальна вартість усіх древніх ікон храму становила 150 тисяч рублів.
Поряд з церквою Спаса побудована незвичайної форми дзвіниця — ніби вісім стовбурів дерев зметнулися догори, злилися воєдино і були увінчані невисоким воїнським шоломом. Дзвіниця з'єднана з храмом переходом.

## XX століття— понині
У 1920 році в колишньому господарстві Павла Харитоненка був створений радгосп «Наталіївка», а на його землях в селі Мурафа у 1923 році — сільськогосподарська артіль імені Манільського.
У 1924 році Наталіївський маєток був переданий раді профспілок. В ньому розташувався Володимирівський протитуберкульозний санаторій, а в церкві Спаса з 1920 року — функціонував музей давньоруського мистецтва. Розписи церкви були повністю забілені.

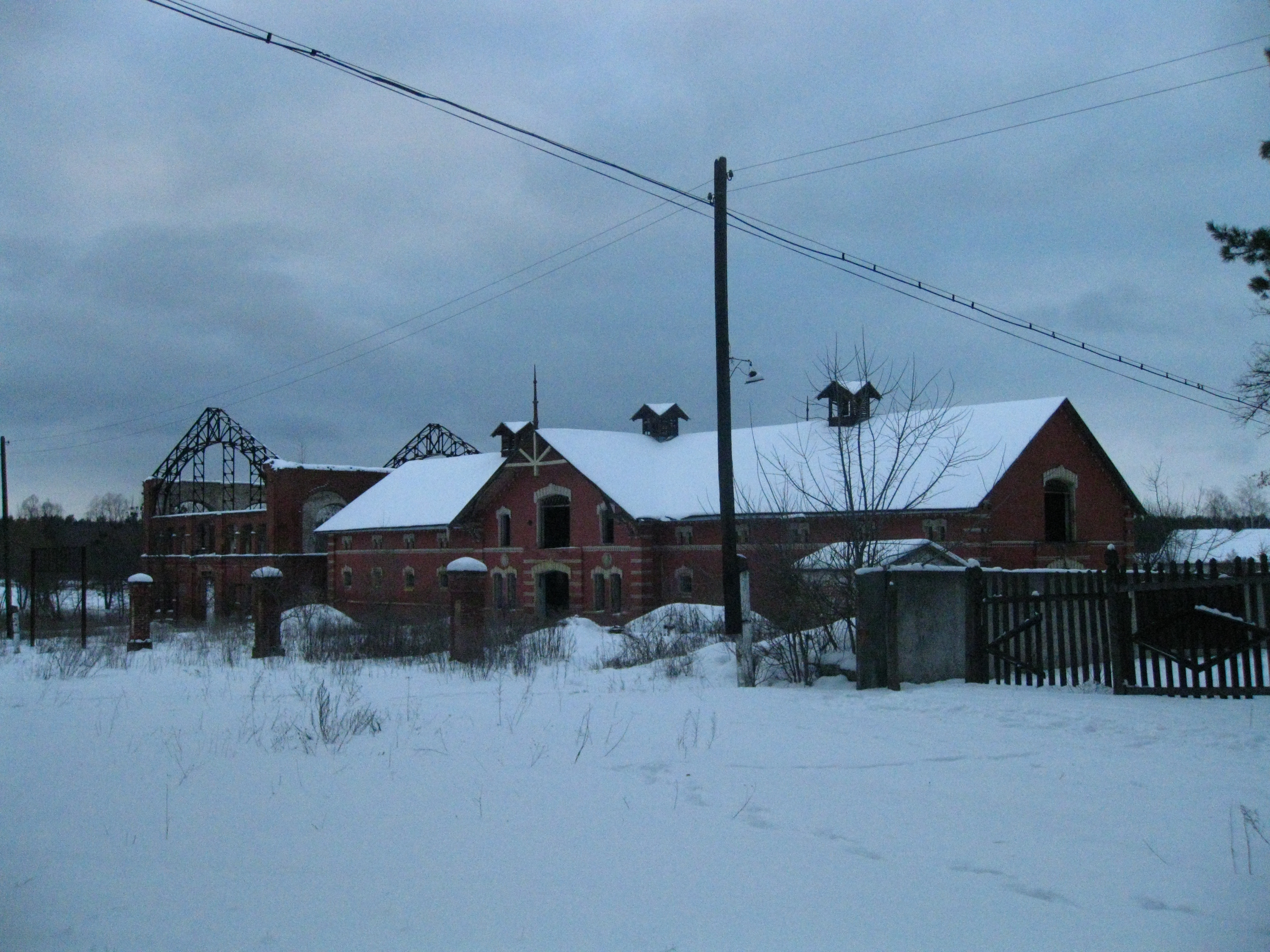
Стайні взимку (2010—2011)

Очільник радянської окупації України Григорій Петровський, побувавши в Наталіївському музеї, відзначив значущість архітектурного шедевра, зібраних там експонатів, і в книзі відвідувачів записав:
|  | Сохранить и расширить музей нужно затем, чтобы молодое поколение училось, видело прежнюю культуру и создавало лучшую, свою! |

3 того часу минуло понад півстоліття, а музей не лише не розширився, проте й не зберігся. У 1934 році він був закритий, а його експонати передані до інших музеї. Чимало з них було втрачено під час німецько-радянської війни. Церква до кінця 1980-х років XX століття використовувалася як котельна.

## Галерея

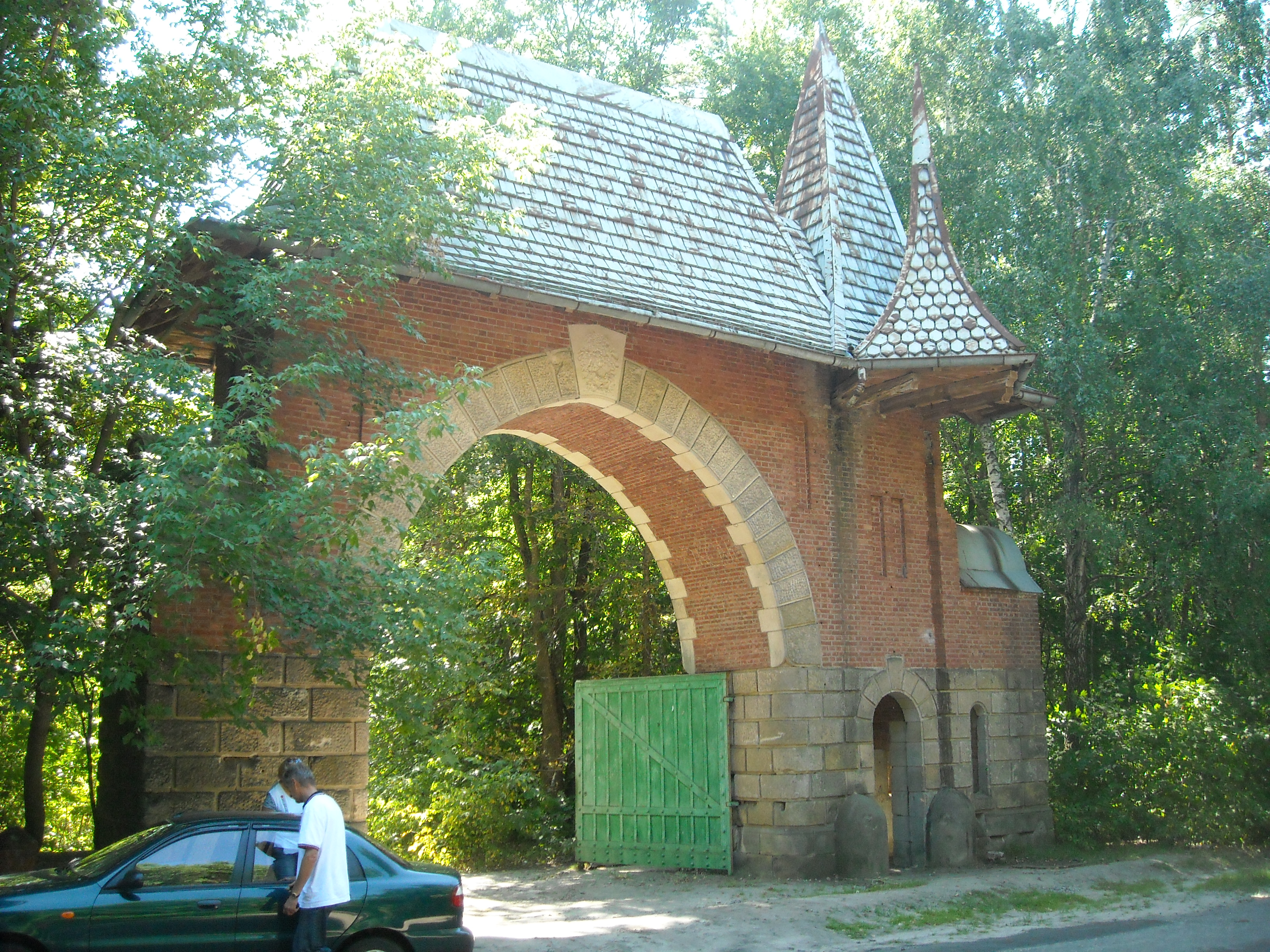
Дорога до маєтку
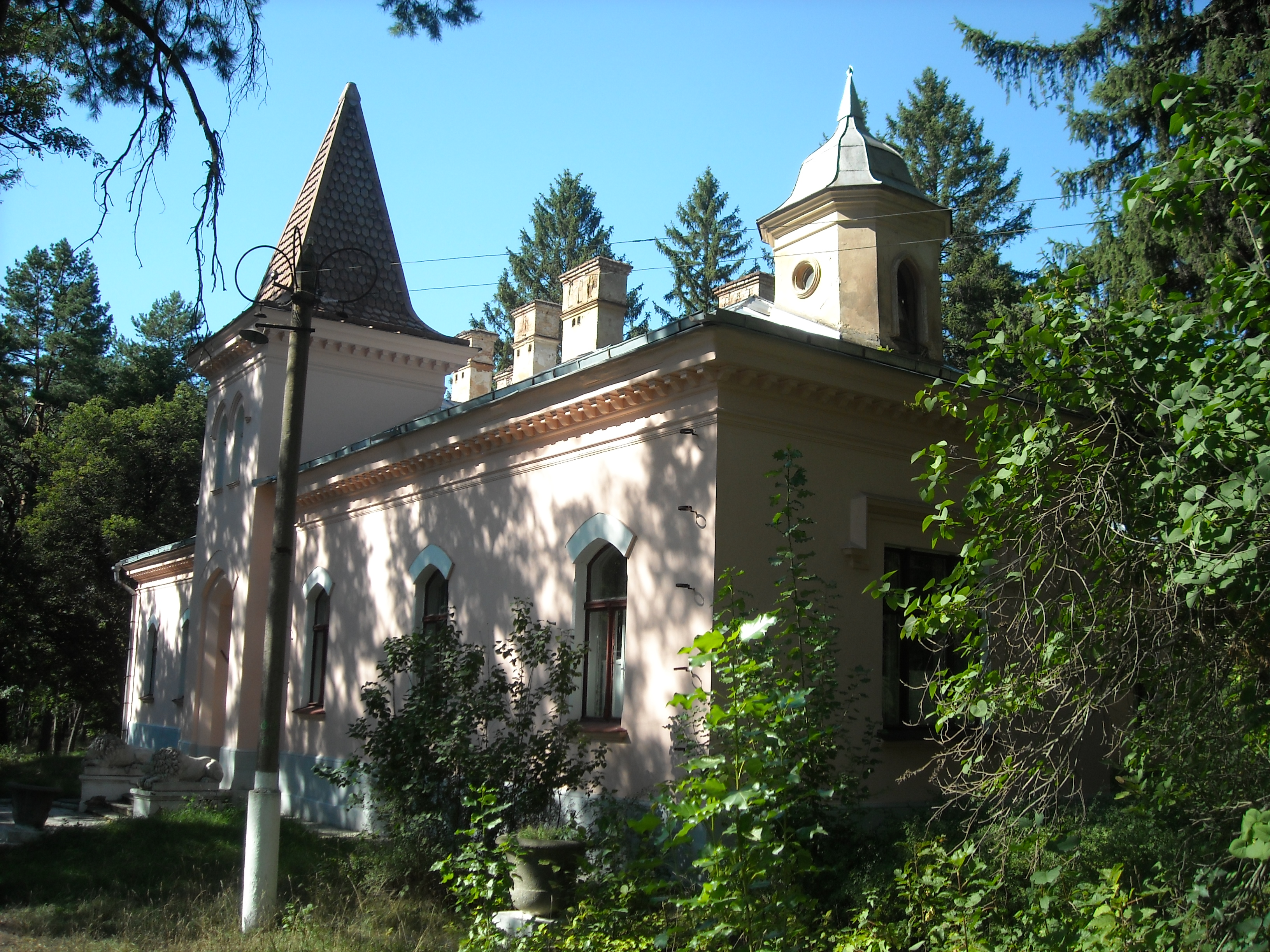
Будинок управляючого маєтком
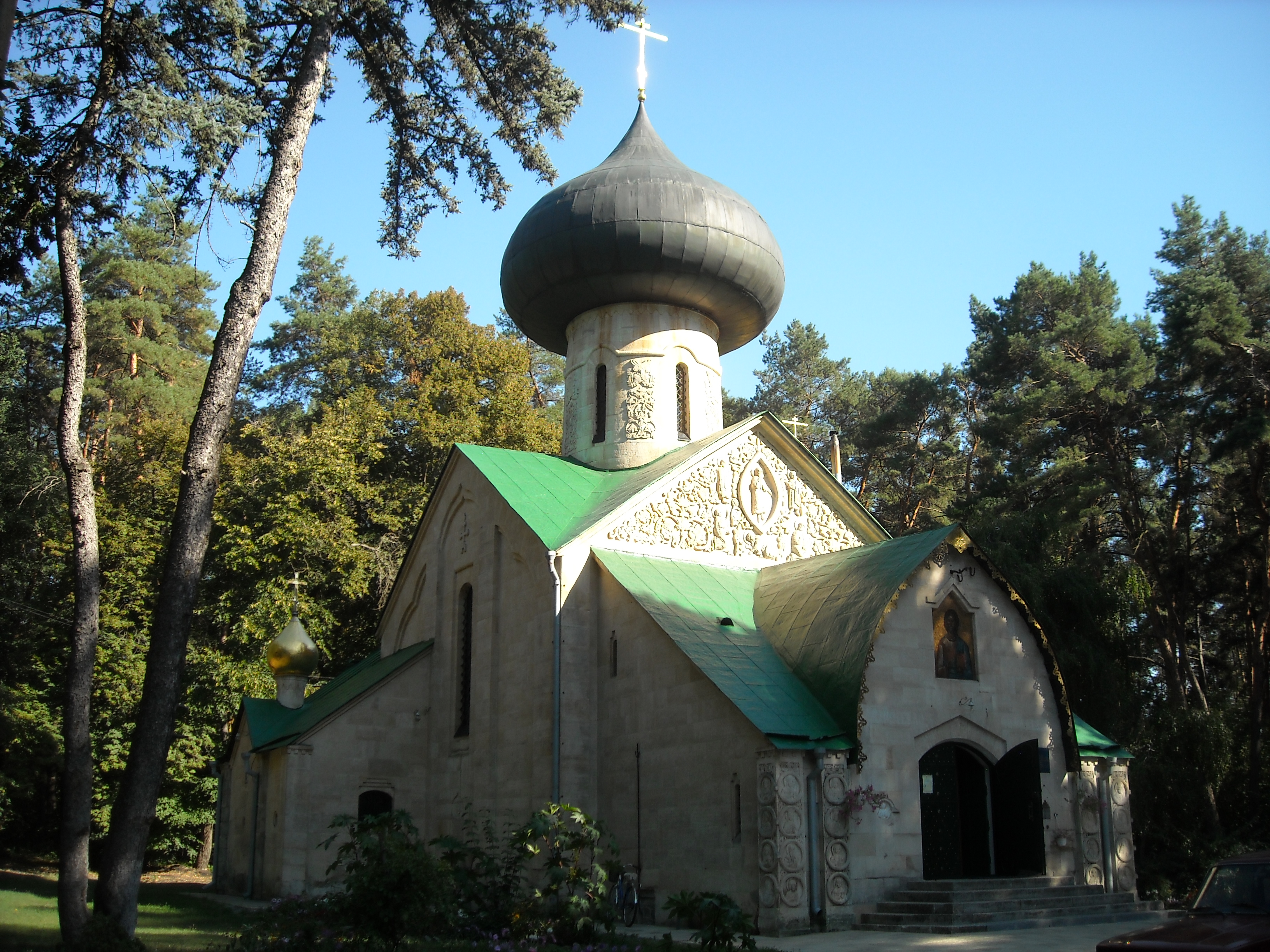
Спаський храм
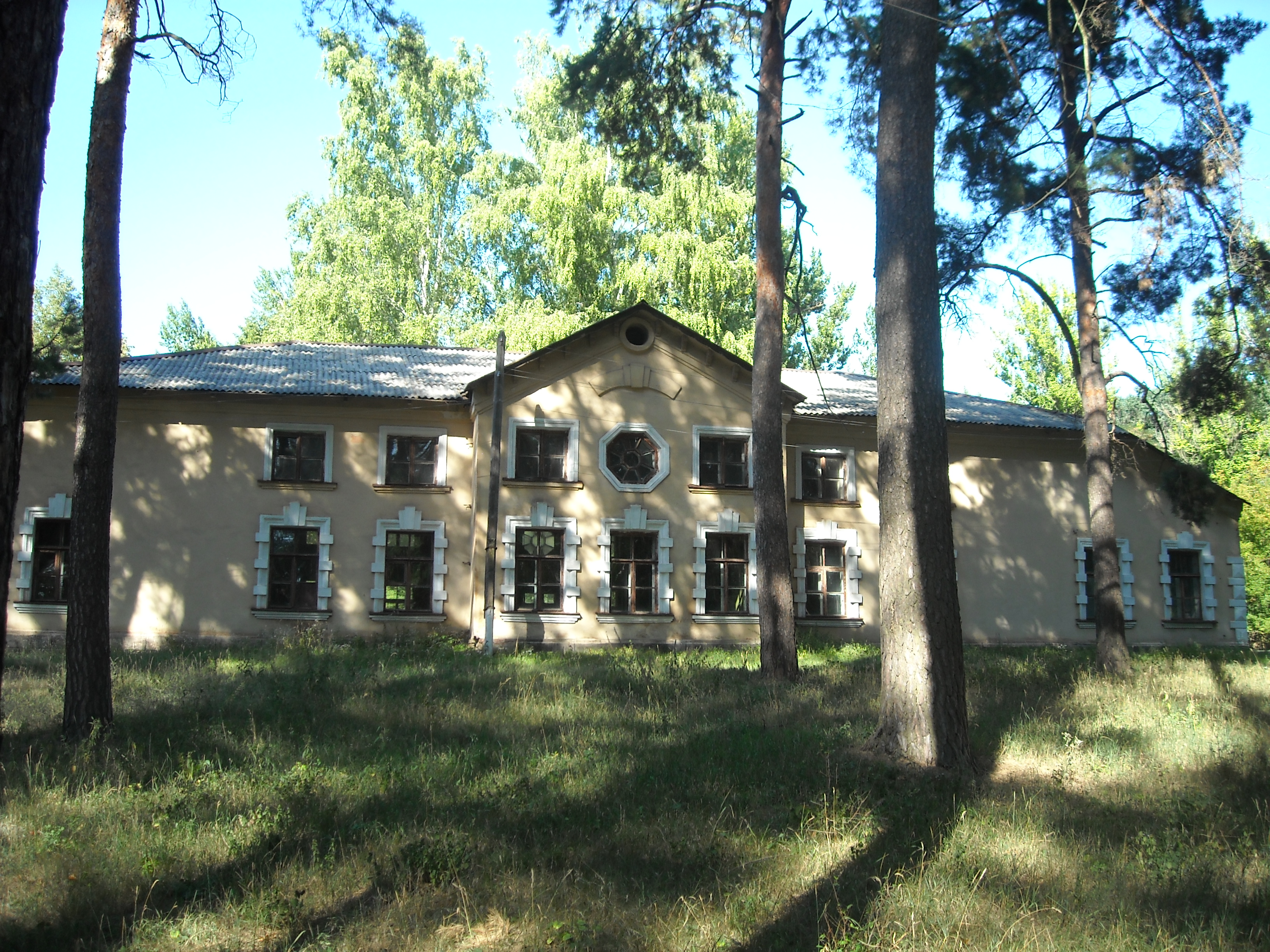
Будівля в маєтку
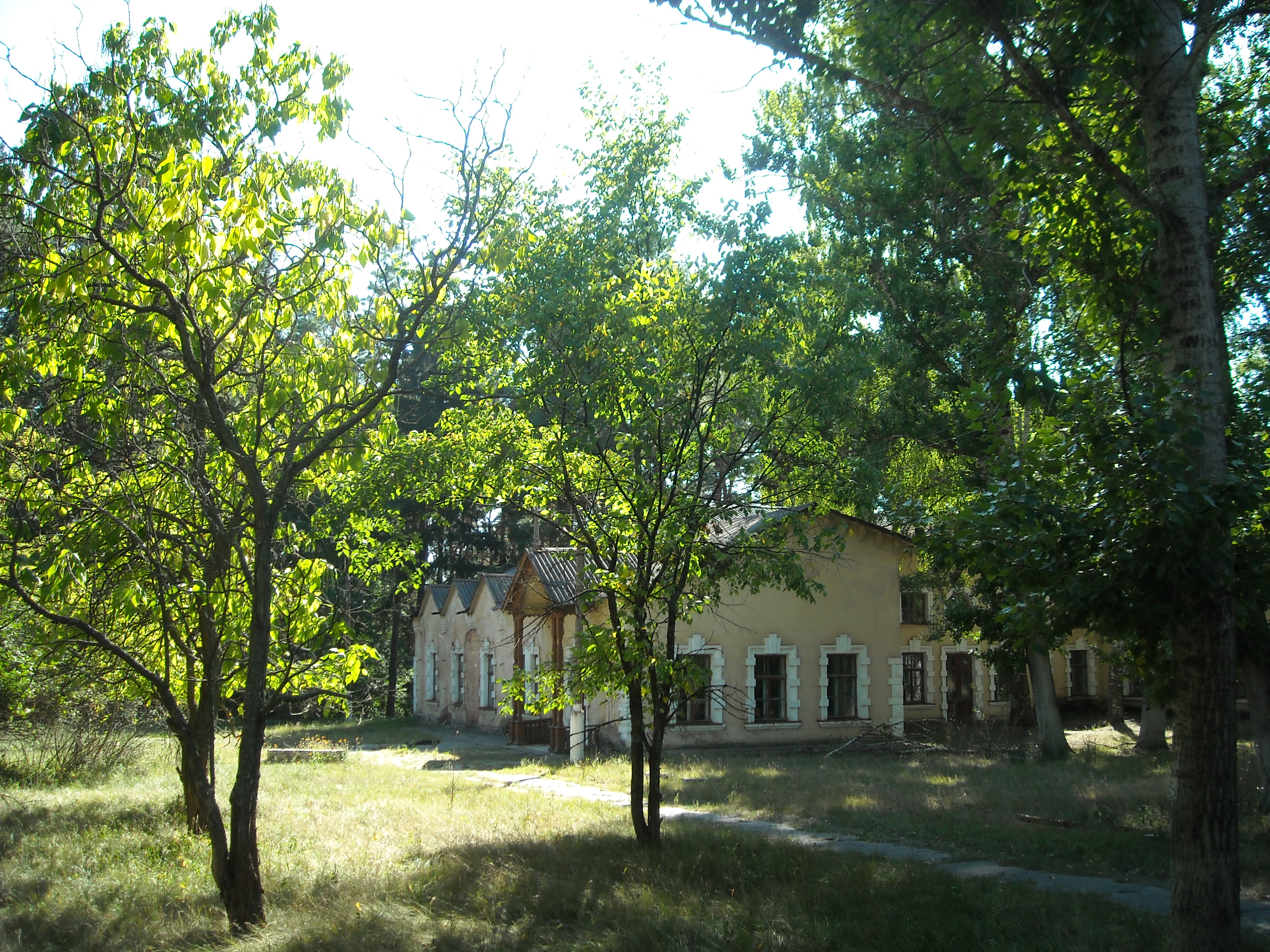
Будівля в маєтку
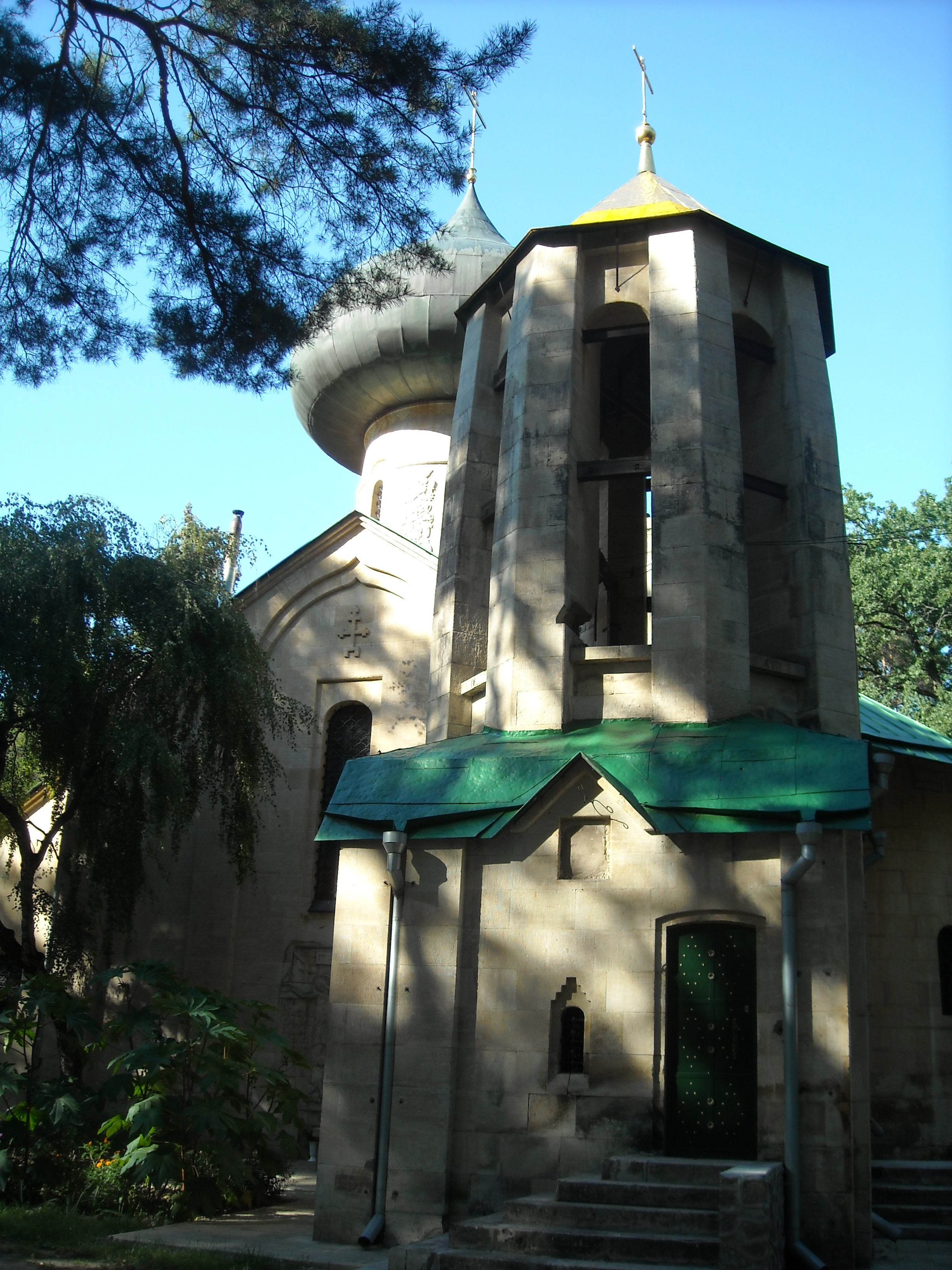
Дзвіниця храму (вирізи, які залишили комуністи, коли знімали дзвони)
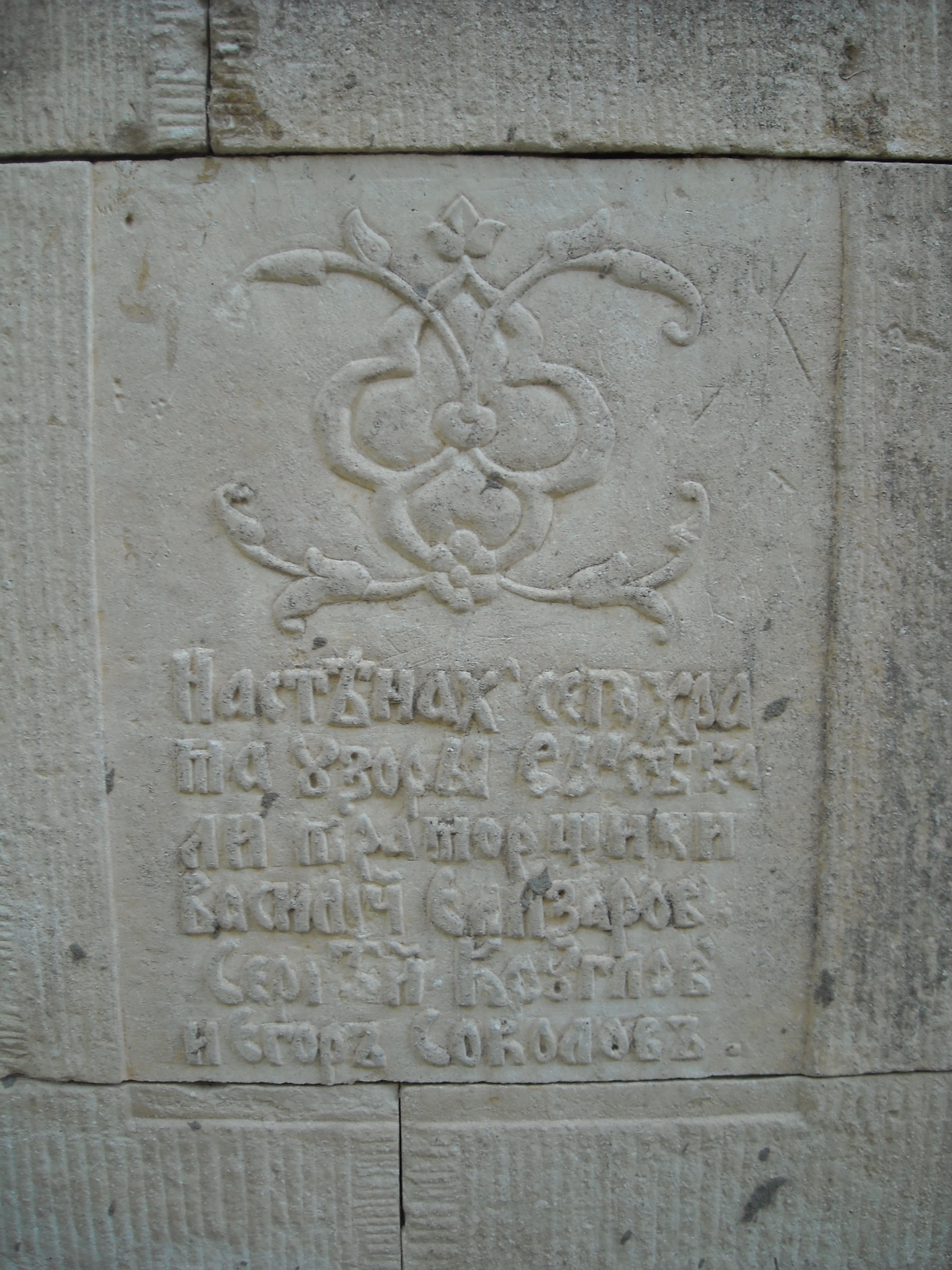
Декоративний напис на стіні храму
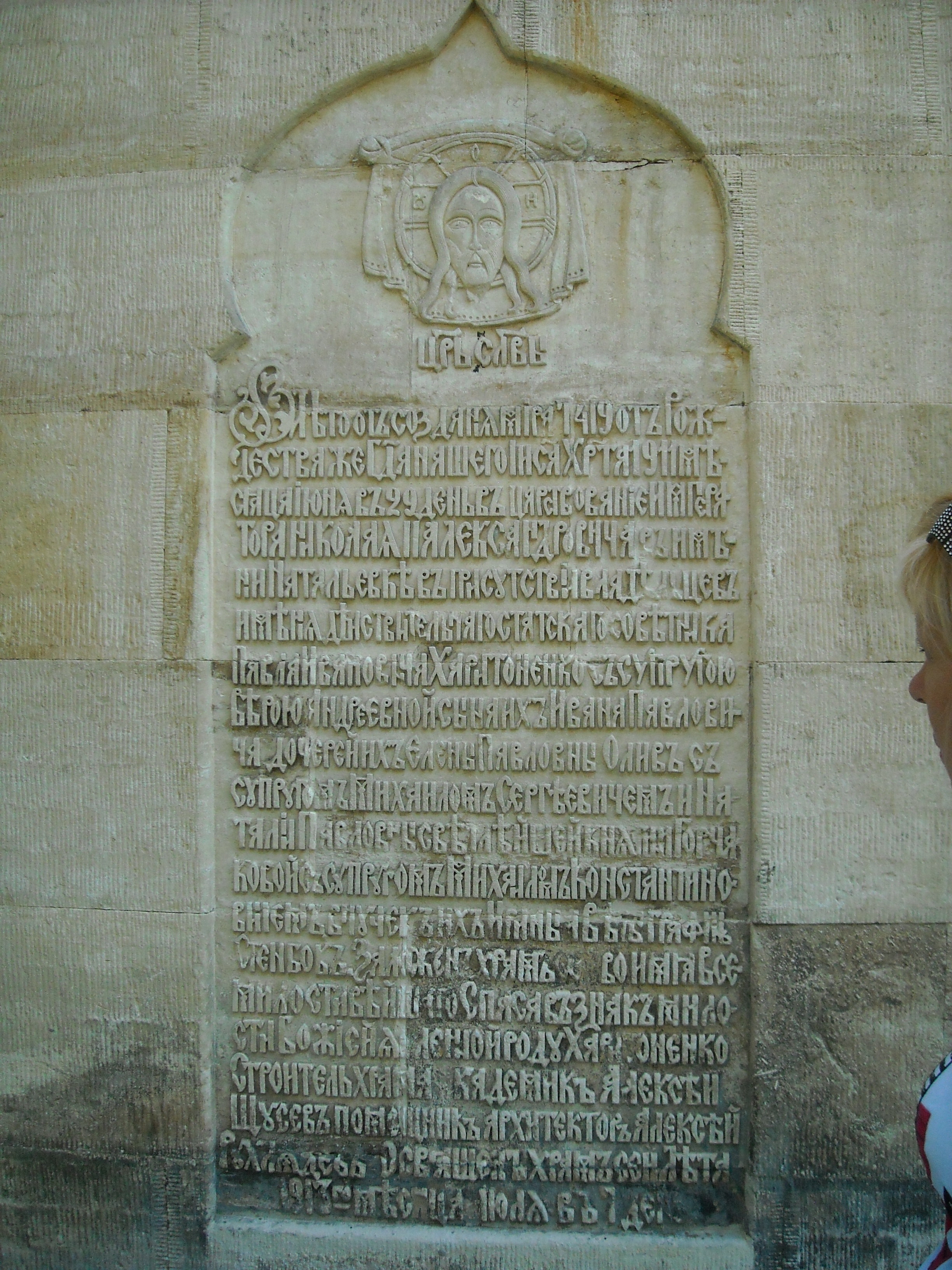
Декоративний напис на стіні храму
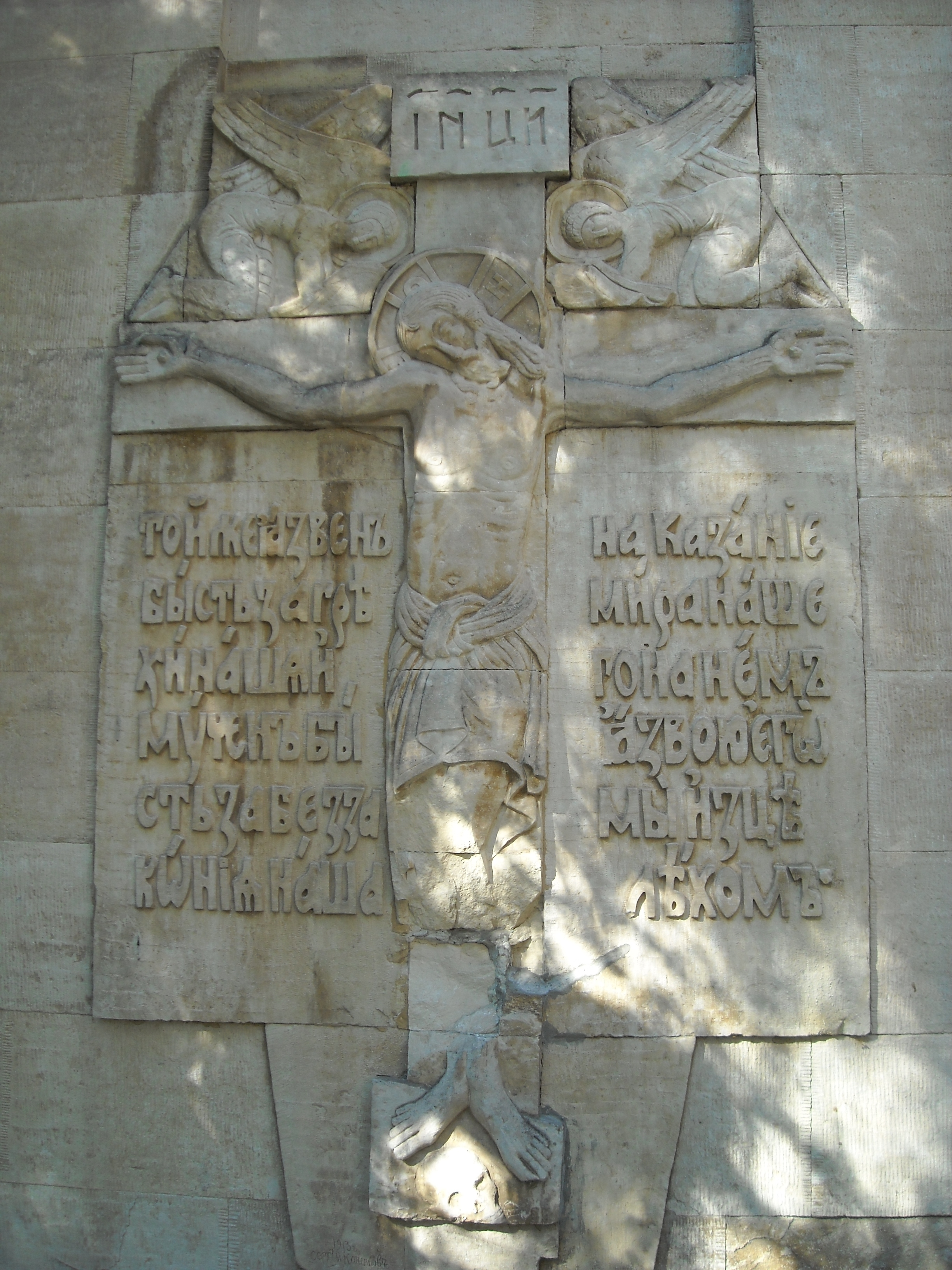
Декоративне розп'яття стелі храму
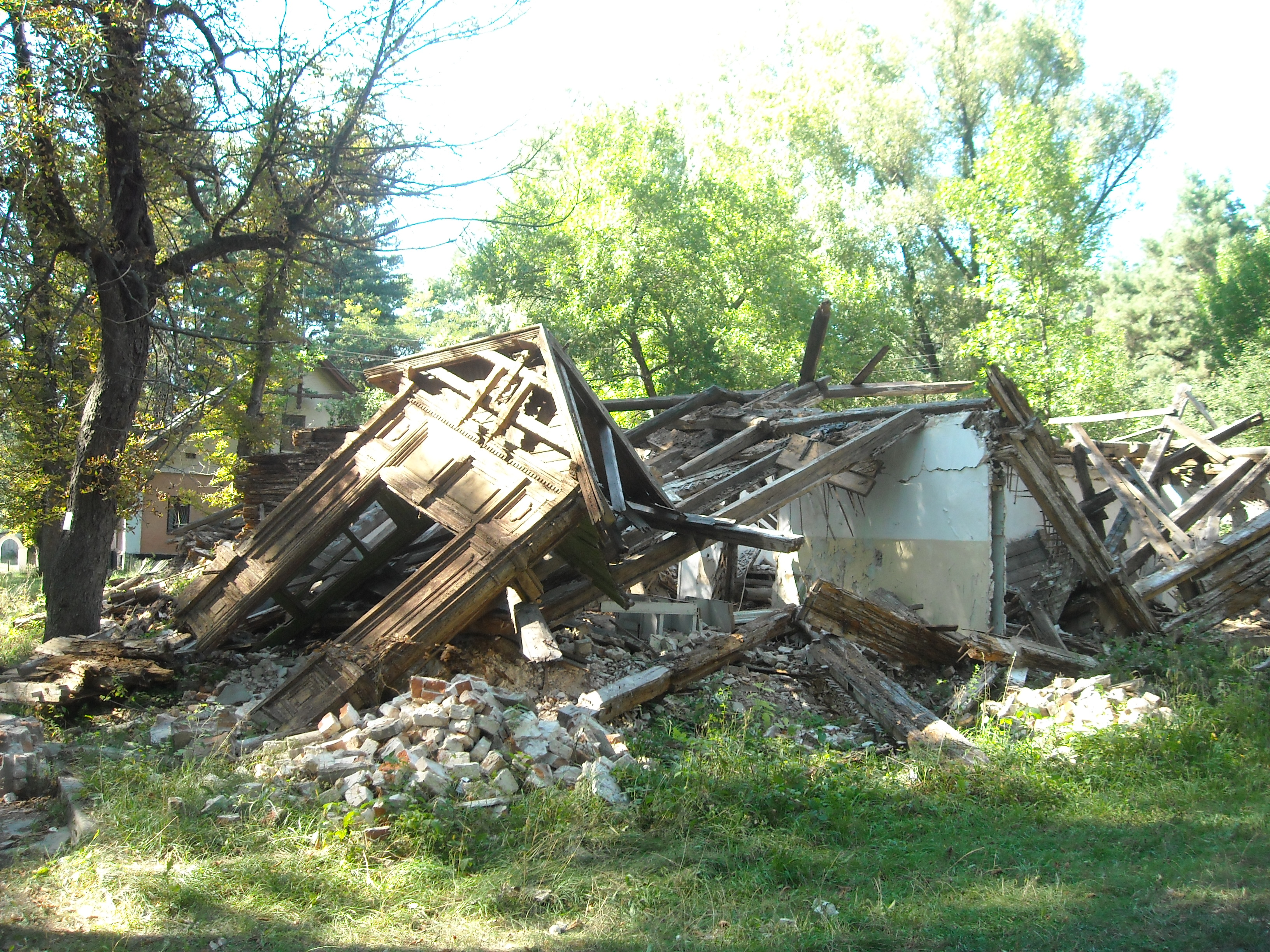
Будівлі маєтку були зруйновані вандалами у червні 2013 року
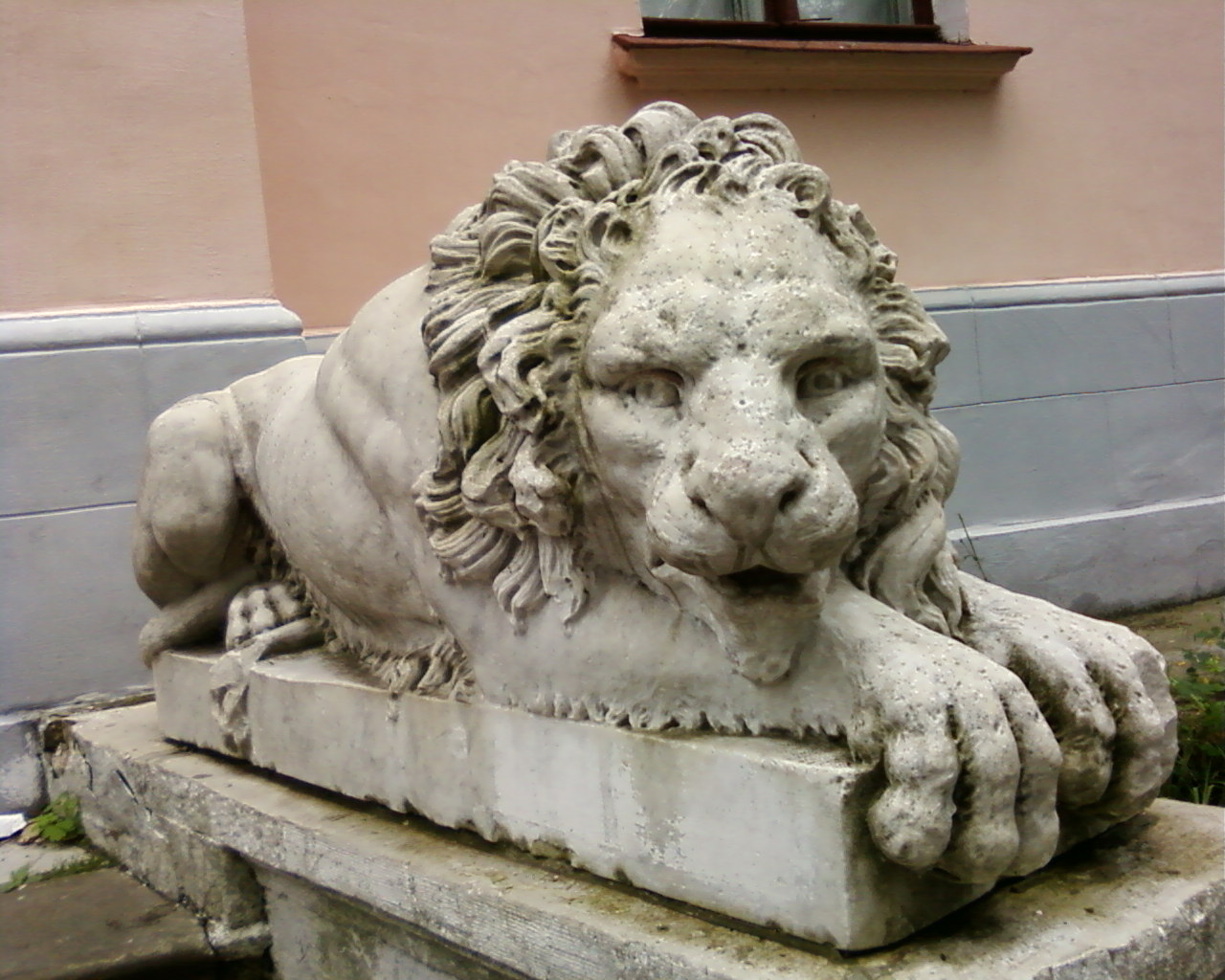
Лев праворуч від входу до будинку управляючого. Перенесено зі спаленого панського дому
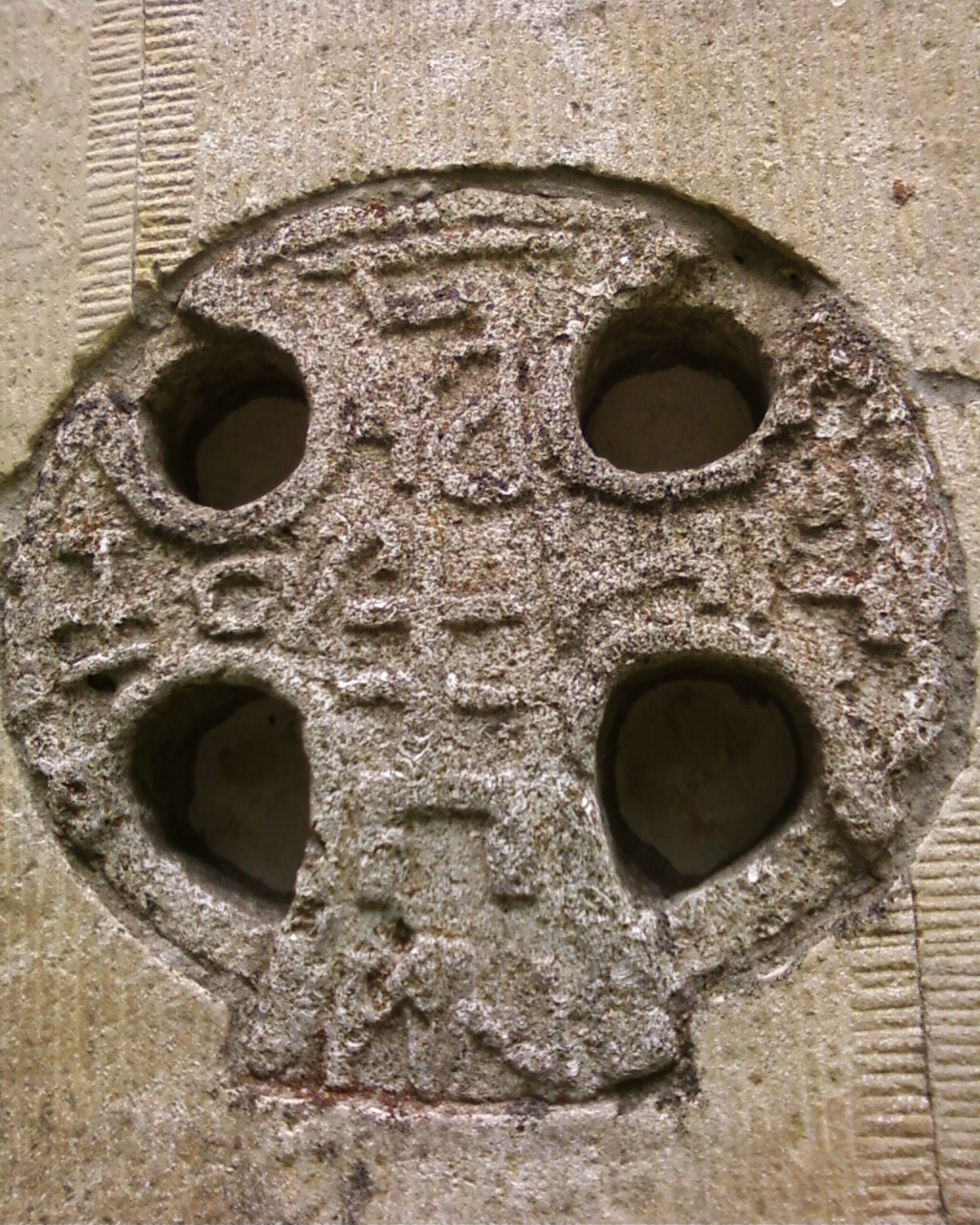
Елемент декору на стіні Спаського храму
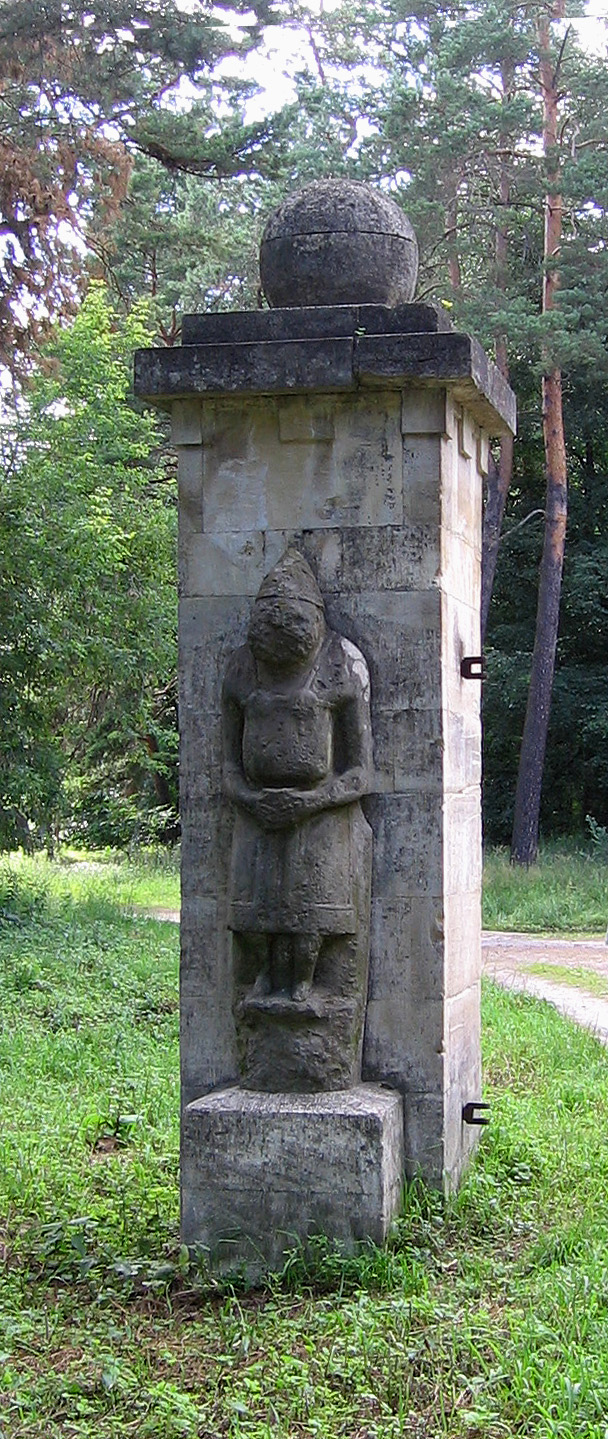
Стовп, декорований «кам'яною бабою»
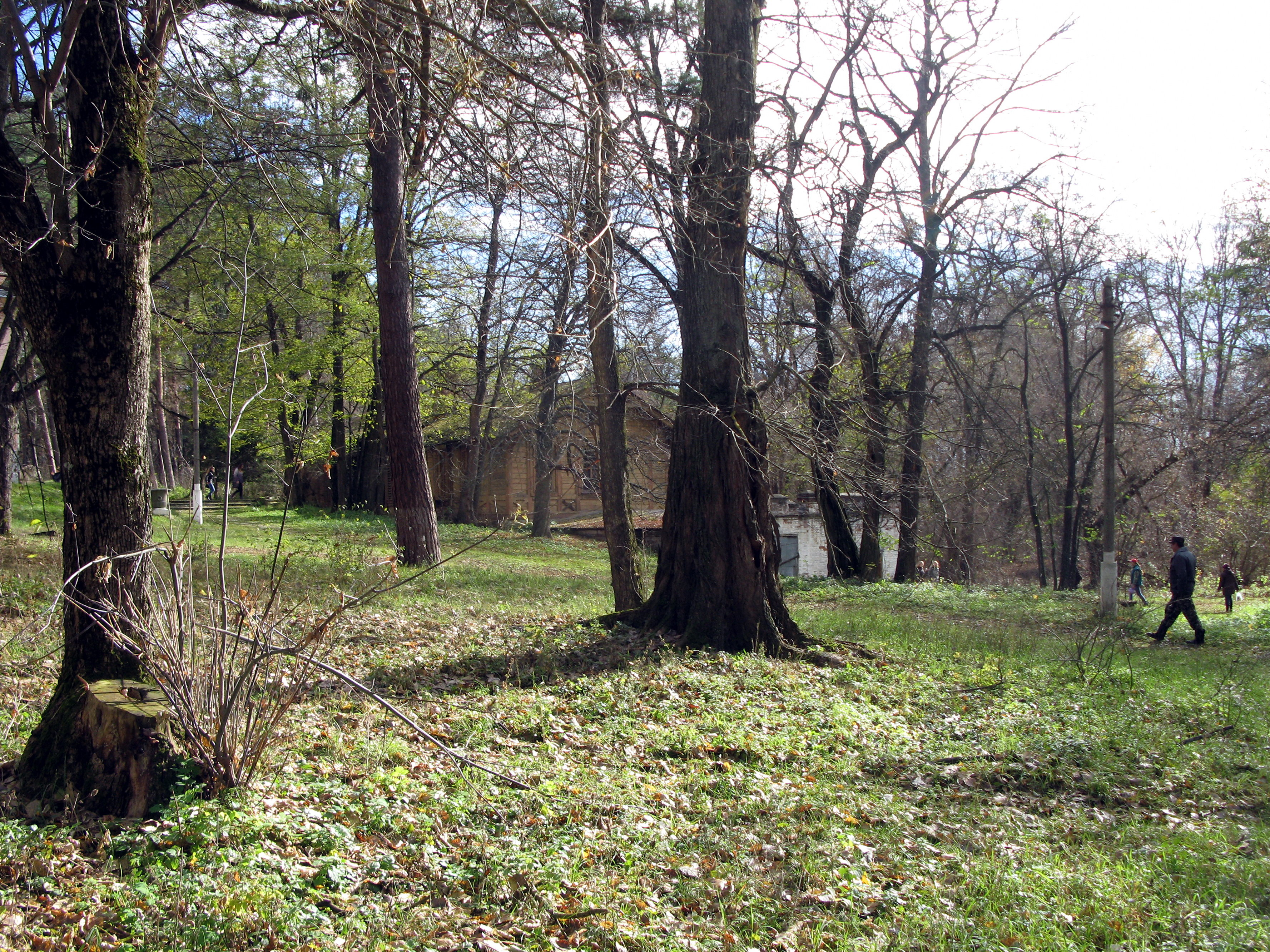
Наталіївський парк
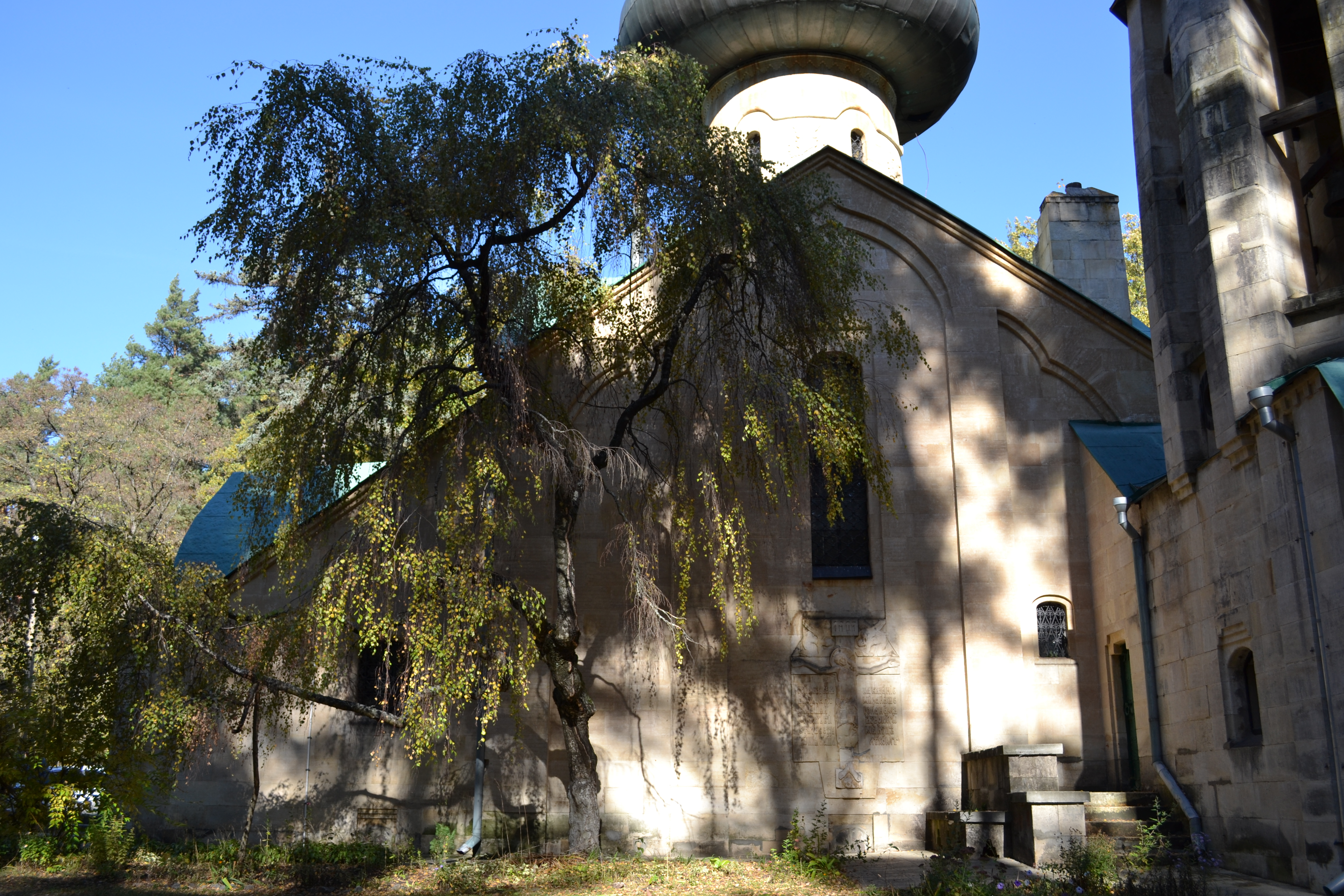
Спаська церква, краєвид на барельєф «Розп'яття»